# Villa Galicia de Temperley
Villa Galicia es uno de los barrios históricos de Temperley, localidad de Argentina perteneciente al partido de Lomas de Zamora, provincia de Buenos Aires, ubicada en la zona sur del conurbano bonaerense o Gran Buenos Aires. El barrio no tiene fecha de fundación exacta, pero se toma el 26 de octubre de 1911 como inicio, momento en que se autorizaron los remates para venta: 26 de octubre de 1911. A partir de ahí y con la llegada del ferrocarril, la zona fue creciendo.
Hasta el año 1911 funcionó en Lomas Este, donde hoy justamente se ubica Villa Galicia, el hipódromo Lomas Jockey Club, que abarcaba un perímetro entre las calles Sarandí, Cerrito hasta Tercera Arenales (hoy llamada Francisco Amero), general Hornos y la curva de la pista llegaba hasta Viamonte, para finalizar en la calle Balcarce.
- Datos: Q65190115